# 斯坦利·格林
斯坦利·欧文·格林（英語：Stanley Owen Green，1915年2月22日—1993年12月4日）绰号蛋白质人（Protein Man），是20世纪下半叶经常在中伦敦活动的人体广告牌，有作家称他是“伦敦最著名的非名人”。据琳恩·特鲁斯表述，格林在西区牛津街及周边几乎无所不在，就像电影《西力传》中的主角一样，“任何人看过的所有伦敦人群黑白照片上都有他的身影”。
1968年至1993年，格林化身标语牌，用四分之一个世纪的时间在牛津街反复宣传“蛋白质智慧”，声称低蛋白饮食能抑制性冲动，让人变得更加友善。他个人出版的小册子《小心八种激情蛋白质》共有14页，前后20余年间共发行84版，售出8.7万份。
格林“宣传压制欲望”之举有时引来非议并导致他两度被捕，但伦敦人对他已颇有感情。《星期日泰晤士报》曾于1985年采访格林，时尚设计品牌红色或死亡把他的宣传口号“少点蛋白质，少点激情”印到服装上。格林在78岁高龄去世后，《每日电讯报》、《卫报》和《泰晤士报》均刊登讣告，伦敦博物馆收购他的小册子和标语牌。2006年，《牛津国家人物传记大辞典》收录他的传记。

## 早年经历
斯坦利·欧文·格林生于北伦敦哈林盖（Harringay），是家中老幺，父亲理查德·格林（Richard Green）是塞子厂书记员，母亲叫梅·格林（May Green），斯坦利还有三个哥哥。在伍德格林综合学校毕业后，斯坦利于1938年加入英国皇家海军。据菲利普·卡特（Philip Carter）在《牛津国家人物传记大辞典》所述，格林进入海军后对其他人痴迷性爱的程度深感震惊，他在1985年接受《星期日泰晤士报》《一日人生》栏目专访时表示：“我对人们如此公然谈论性爱感到惊讶——比如说丈夫休假回家对老婆说的话”，还称“我这人一直很讲道德”。
1945年9月退伍后，格林进入美术学会工作。据卡特记载，格林未能通过伦敦大学入学考试，然后进入百货公司工作，还曾做过公务员和伊灵区议会仓管。格林本人声称他曾两次因拒绝做出有违诚信之举失业。1962年他在邮局工作，然后做起园丁直至1968年开始反蛋白质宣传时止。格林的父母分别在1966和1967年辞世，此后他一直住在西伦敦诺霍特的公营公寓。

## 使命

### 街头宣传

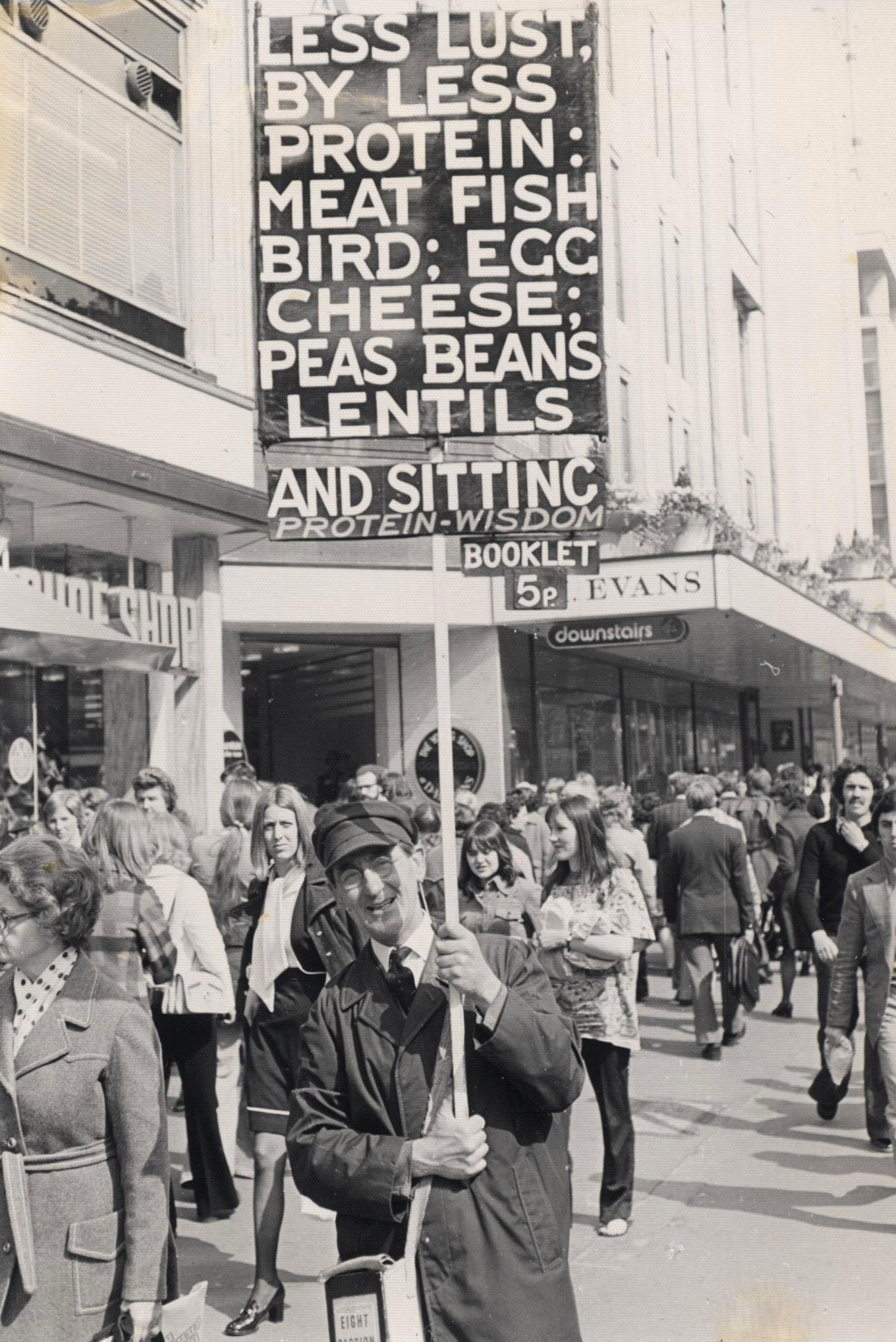
1974年格林在牛津街举起标语牌

1968年6月，53岁的格林开始他的使命，起初只是周六在哈罗宣传，六个月后就成为牛津街的全职人体广告牌。他每天骑着装有夹板广告牌的自行车从诺霍特出发，骑到牛津街并来回穿梭，每一趟往往需要两个小时，就这样一直坚持到65岁拿得公交月卡时止。
他起得很早，早点和晚餐都是粥配面包，不然就是清蒸蔬菜和豆类，每天还会吃约九两苹果。午餐用本生灯加热，下午两点半在牛津街附近某个“温暖的秘密所在”进食。周一到周六，他在牛津街来回走动直到下午六点半，星期六晚上通常会像很多人一样去莱斯特广场看电影。1985年，年过古稀的格林每周使命时间减为四天。晚上祈祷过后，他会在凌晨零点半上床睡觉，1985年还对《星期日泰晤士报》自称“祈祷时诚心而无私”，“这是对神的承认，万一真有呢对吧”。
2000年，彼得·阿克罗伊德（Peter Ackroyd）在著作《伦敦：传记》（London: The Biography）中表示，人们很大程度上对格林视而不见，成为“这个城市健忘而缺乏好奇的凄美象征”。格林建议年轻女子进食低蛋白食品，因为“你不应该在新婚之夜自称处女欺骗新郎”，这种宣传有时引人反感，导致他在1980和1985年两次因妨碍公众被捕。“这种不公让我很不高兴，”格林对此表示，“因为我明明做得很好”。此外，格林多次在收工后发现帽子上有痰，所以穿上罩衫自我保护。

### 文字创作
周日，格林在家用印刷机制作《小心八种激情蛋白质》宣传册，这台机器在他去世后由蛇形画廊展出，瓦尔德玛·贾努斯扎克（Waldemar Januszczak）称赞印刷机是“非凡的自制设备”，可与威廉·希思·罗宾逊（W. Heath Robinson）画笔下那些异想天开的精巧机器相提并论。不过印刷机产生的噪音很大，导致格林和邻居关系紧张。《小心八种激情蛋白质》以排版怪异闻名，面世后共发行84版，其中1973至1993年间就有52版。格林把小册装进书包，工作日一般卖出20份，周六能卖到50份，1980年时定价十便士，后来涨到12便士。据卡特记载，到1993年2月他已售出8.7万本。他还把宣传册寄给公众人物，包括五任英国首相、查尔斯亲王、坎特伯雷大主教和教宗保禄六世。
《小心八种激情蛋白质》宣称，“四体不勤或总想坐下来的人”，会“把蛋白质储存起来诱发激情”，导致退休后激情不退，婚姻不和。宣传册末尾警告：“警惕低级趣味，无论下流言语还是令人浮想联翩的私生活丑闻，亦或庸俗新闻上引人注意的露骨内容。这些东西会侵蚀我们的道德观，扭曲年轻人的思想。”除这本小册子外，格林去世后还留下几份未发行的手稿，如小说《面纱背后：不仅是传说》（Behind the Veil: More than Just a Tale），67页的《激情与蛋白质》（Passion and Protein），以及长篇版本的《小心八种激情蛋白质》。据卡特记载，格林曾于1971年投递392页的《小心八种激情蛋白质》，但被牛津大学出版社退稿。

## 影响
格林在伦敦颇有名气，曾于1985年接受《星期日泰晤士报》《一日人生》栏目专访，时尚设计品牌红色或死亡（Red or Dead）把包括“少点蛋白质，少点激情”在内的部分宣传口号印在连衣裙和T恤上。1993年格林在78岁高龄去世后，《每日电讯报》、《卫报》和《泰晤士报》均刊登讣告，他的信件、日记、小册子和标语牌获伦敦博物馆收藏，到2010年时该馆已收有全部84版《小心八种激情蛋白质》中的36版，其他物品则在古纳斯伯里公园博物馆展出。1995年，英格兰视觉美术家科妮莉亚·帕克（Cornelia Parker）在蛇形画廊举办《也许》（The Maybe）主题展，格林的印刷机便在其中，其他展品包括玻璃盒中的假人蒂达·史云顿，弗洛伊德的地毯和沙发上的靠垫，以及温斯顿·丘吉尔的雪茄。

许多作家和博主依然记得去世多年的格林，他的传记2006年入选《牛津国家人物传记大辞典》，阿伦·罗兰兹（Alun Rowlands）2007年的纪实电影《三条信息》（3 Communiqués）描绘格林“在城市各处宣扬通过饮食压制欲望”。2013年马丁·高登（Martin Gordon）的专辑《让我加入》（Include Me Out）就有关于斯坦利·格林的同名歌曲。2016年，彼得·沃茨（Peter Watts）在伦敦主义者（Londonist）网站发文，称格林曾是“伦敦最著名的非名人，认识他的人数以百万，其中可能没几个真的和他说过话。没了他，牛津街已经再也没有以前的感觉”。格林去世后，琳恩·特鲁斯在《泰晤士报》发文，把他写进查尔斯·狄更斯小说《小杜丽》的最后一段以示纪念：
他们默默地走下去，来到喧嚷的街头，难舍难分，甜蜜幸福；他们在阳光和阴影下前行，各色人等在身旁穿梭，有的闹腾，有的焦虑，有些不可一世，有些目空一切，“瞧啊，那里还有一人，手中高举‘少点蛋白质，少点激情’的牌子”，烦燥的众人推挤在一起，像往常一样化为一片喧嚣。

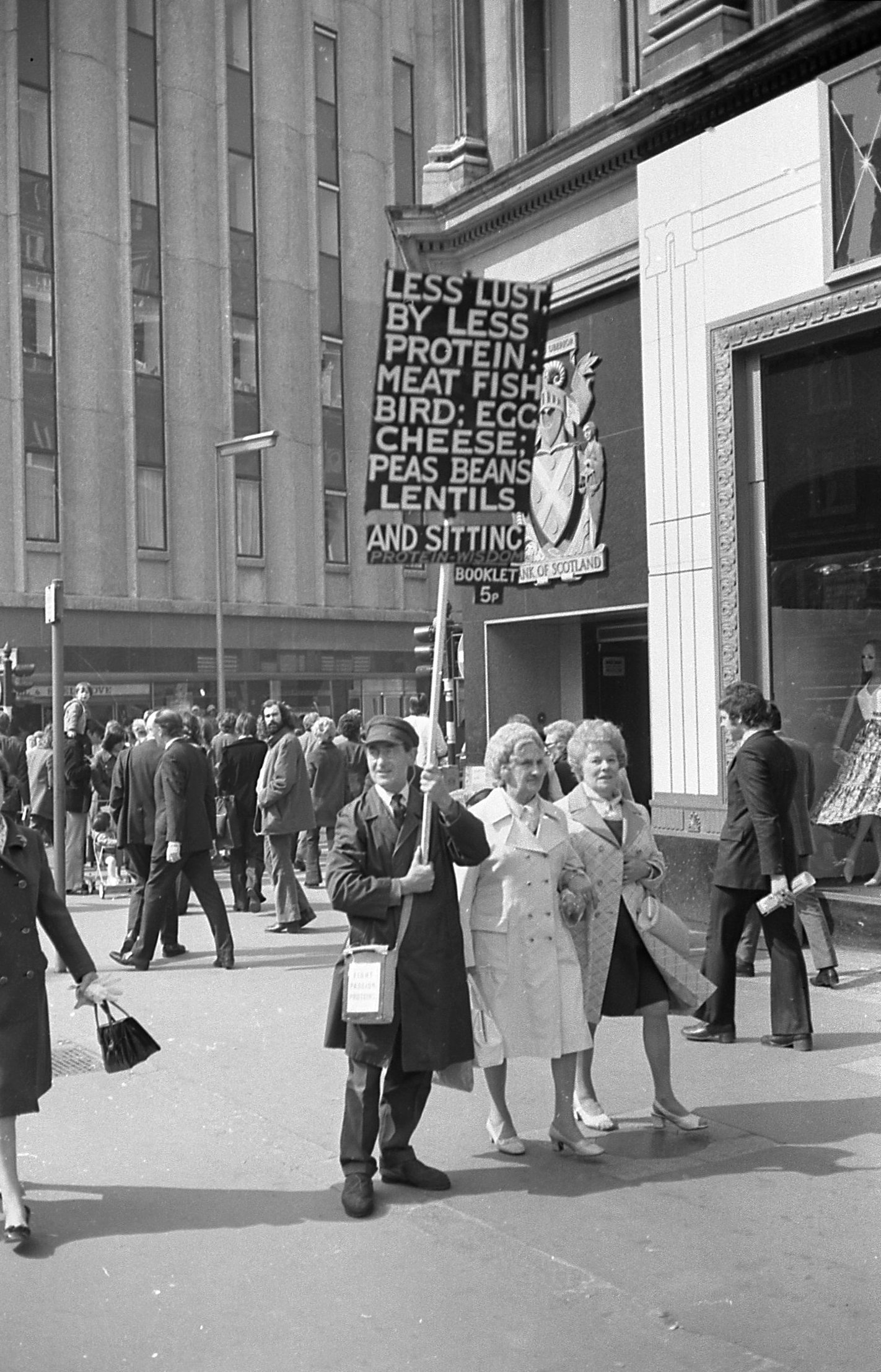
1974年牛津街附近
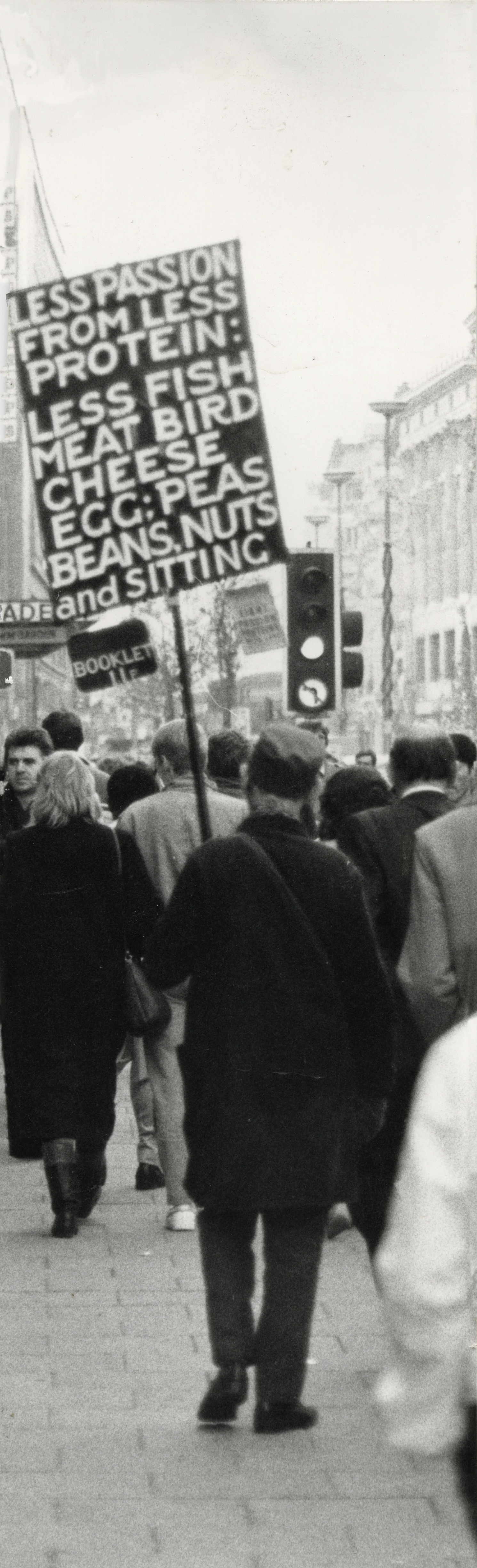
苏豪区迪恩街街角附近，摄于1983年左右
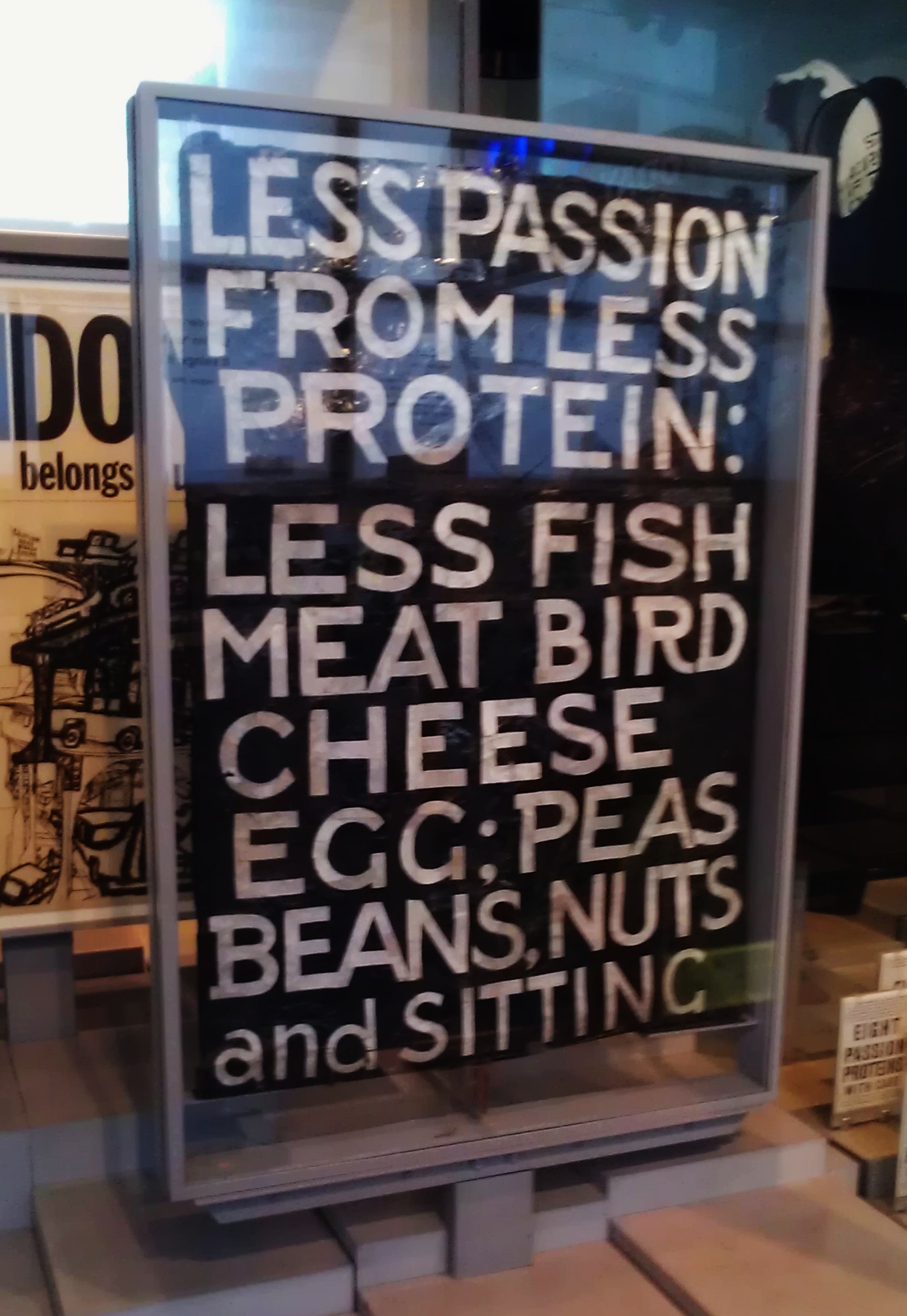
格林的标语牌，摄于伦敦博物馆

### 脚注
1. 1 2 3  McKie 2008
2. 1 2  Watts 2016.
3. 1 2  Truss 1994.
4. 1 2 3 4 5 6 7 8 9 10 11  Carter 2006
5. 1 2 3  Ross & Broughton 2017
6. ↑  The Scotsman 2006.
7. 1 2 3 4 5  Green 1985
8. ↑  Weeks & James 1995，第194–195頁.
9. ↑  Ackroyd 2000，第189頁.
10. ↑  Donaldson 2004，第308–309頁.
11. 1 2  Januszczak 1995；参见Pearce & Martin 2002，第293–294頁
12. ↑  Quinn & Leaver 2008，第14頁.
13. ↑  Lake, Moran & Sceurman 2007，第115頁.
14. ↑  Willis 1994.
15. ↑  Eight Passion Proteins，第2頁.
16. ↑  Eight Passion Proteins，第14頁.
17. ↑  Our Story.
18. ↑  Londoners.
19. ↑  Rowlands 2007
20. ↑  Include Me Out.

## 扩展阅读
- Cumming, Valerie; Merriman, Nick; Ross, Catherine. . . London: Scala Books. 1996.
- Wicks, Ben. . The Toronto Star. 1986-03-08  [2013-02-01]. （原始内容存档于2012-11-06）.
- . The London Traveler.   [2013-01-16]. （原始内容存档于2013-01-16）.
- Weeks, David Joseph; Ward, Kate. . Stirling: Stirling University Press. 1988. ISBN 9780948812002.
- Ross, C. . The Oldie. 1997-03.
- . martingordon.de.   [2020-07-04]. （原始内容存档于2019-03-07）.